# Spilomena differens
Spilomena differens är en stekelart som beskrevs av Paul Blüthgen 1953.
Spilomena differens ingår i släktet Spilomena och familjen Crabronidae. Arten är reproducerande i Sverige.